# Токарєва Вікторія Самуїлівна
Вікто́рія Самуї́лівна То́карєва — радянський, російський прозаїк і сценарист. Кавалер ордену «Знак Пошани» (1987).

## Життєпис
Народ. 20 листопада 1938 р. у Ленінграді. Закінчила Всесоюзний державний інститут кінематографії (1969). 
Перша сценарна робота — «Урок літератури» (1968, реж. О. Корєнєв). Автор сценаріїв фільмів: «Джентльмени удачі» (1971, у співавт.), «„Сто грам“ для хоробрості...», «Міміно» (1977, у співавт.), «Йшов собака по роялю» (1978), «Капелюх» (1981), «Талісман» (1983), «Маленька послуга» (1984), «Хто увійде в останній вагон» (1986), «Збіг обставин» (1987), «Ти є...» (1993) та ін. 
В Україні за її сценаріями створено стрічки: «Червоний півень плімутрок» (1975, т/ф), «Перед іспитом» (1977, т/ф), «На короткій хвилі» (1977), «Гість» (1980, к/м), «Зигзаг» (1980, к/м), «Мелодрама із замахом на вбивство» (1992), «Я люблю» (1993).